# Ruta del Carrilet II
La Ruta del Carrilet II (tram Girona – Sant Feliu de Guíxols) és una via verda que té un recorregut de 39,7 km, amb un pendent suau des de Girona fins al moll al port de Sant Feliu de Guíxols (0 m), i assoleix el punt més alt a Cassà de la Selva (136 m).

## Descripció
Seguint la ruta de l'antic tren de Sant Feliu de Guíxols a Girona, es poden conèixer les comarques del Gironès i el Baix Empordà, des de la conca del Ter fins a la vall del Ridaura, passant per la depressió de la Selva. Des de Girona inicialment segueix l'Onyar. Passa per l'antiga estació de Quart, avui un centre d'exposicions. Després de l'estació restaurada de Llambilles travessa un bosc fins a Cassà de la Selva, on es troba el punt culminant de 136 metres. De Cassà enllà, continua sense pujades. Entre Llagostera i Bell lloc travessa un bosc d'alzines, cap a Santa Cristina d'Aro en seguir el Ridaura. Queda una petita pujada abans d'atènyer la platja de Sant Pol de Sant Feliu.

## Recorregut[3]
- Girona - Quart - Llambilles - Cassà de la Selva - Llagostera - Santa Cristina d'Aro - Castell d'Aro - Sant Feliu de Guíxols